# Glory hole

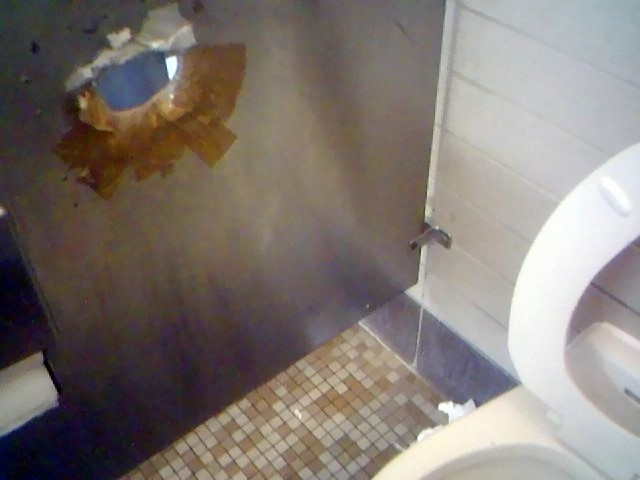
Um glory hole num cubículo de retrete.

Os glory holes (literalmente buracos de glória) são buracos nas paredes ou divisórias dos cubículos de casas de banho públicas ou de videocabinas para adultos, que servem para observar a pessoa ao lado enquanto uma ou ambas as partes se masturbam ou para manter relações sexuais com ela.
Os glory holes estão especialmente associados à cultura gay masculina e ao sexo anal ou oral, e têm origem numa longa história de proibição e perseguição. A divisória mantém o anonimato e dá uma sensação de que os participantes não podem ser identificados, o que poderia ter consequências sociais ou penais graves. No entanto, deixaram de ser utilizados exclusivamente por gays e passaram a ser conhecidos como um fetiche de casais heterossexuais e bissexuais.
Os glory holes públicos começaram a perder popularidade com a descriminalização da homossexualidade e com a pandemia da HIV/SIDA. Um estudo de 2001, no Journal of Homosexuality, revelou que os glory holes públicos continuavam a ser populares entre muitos homens gay "simplesmente porque os achavam excitantes e/ou convenientes".